# ويليام ر. بادغر
ويليام ر. بادغر (بالإنجليزية: William R. Badger)‏ هو طيار أمريكي، ولد في 19 أكتوبر 1884 في بيتسبرغ في الولايات المتحدة، وتوفي في 15 أغسطس 1911 في شيكاغو في الولايات المتحدة.